# Mensch ärgere Dich nicht
Mensch ärgere Dich nicht ist ein deutsches Gesellschaftsspiel für zwei bis sechs Personen. Es zählt zu den Klassikern unter den deutschen Brettspielen und ist ein Abkömmling des indischen Spiels Pachisi. Das Spiel wurde 1908 von Josef Friedrich Schmidt in Anlehnung an das englische Spiel Ludo erfunden und erschien erstmals 1910, bevor es 1914 in Serie ging. Bis 2011 wurden mehr als 90 Millionen Exemplare des Spiels verkauft. Jährlich sind es etwa 100.000 Exemplare. Neben dem Spiel nach den offiziellen Regeln wird es in zahlreichen Varianten gespielt.

## Geschichte

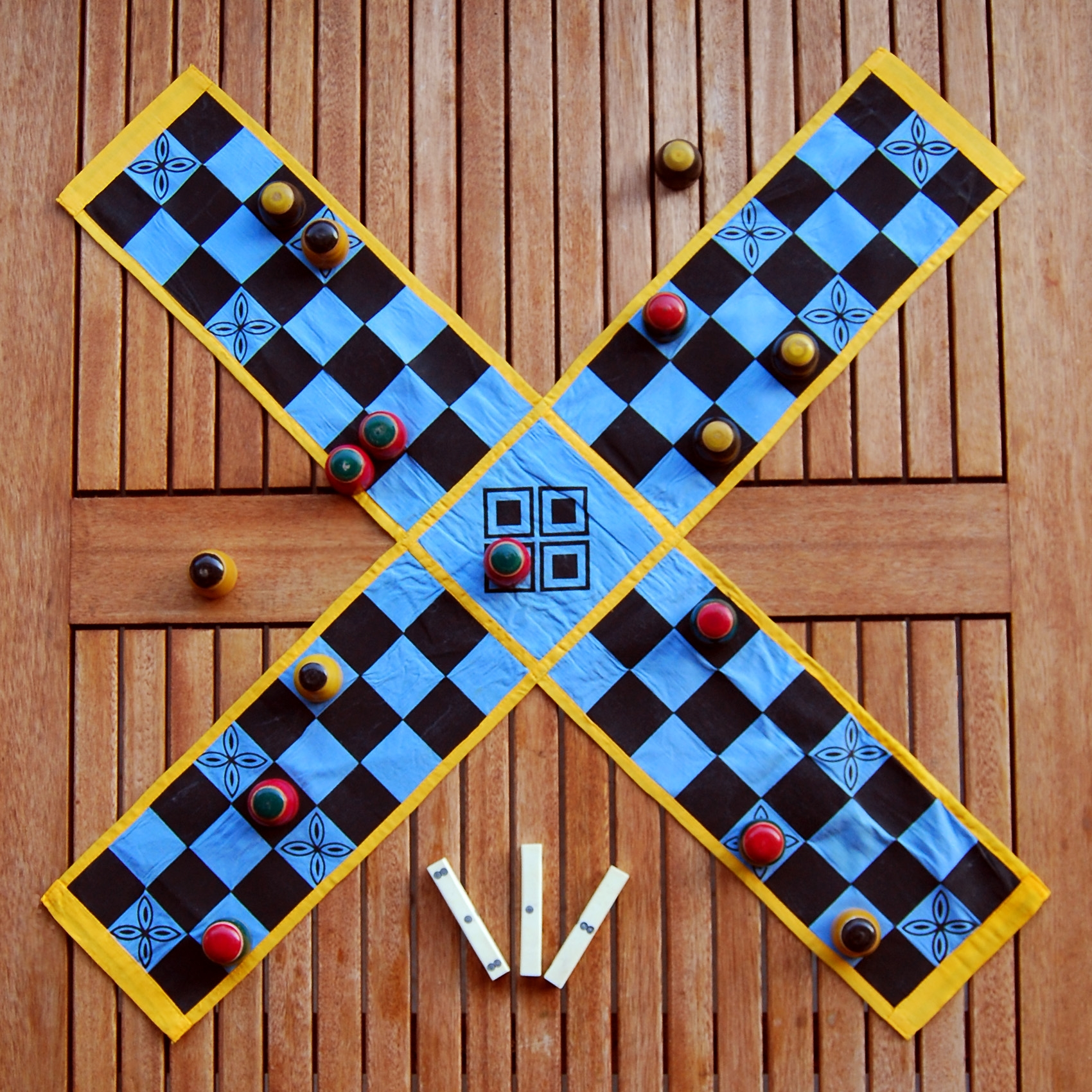
Handgefertigtes Pachisi-Spiel

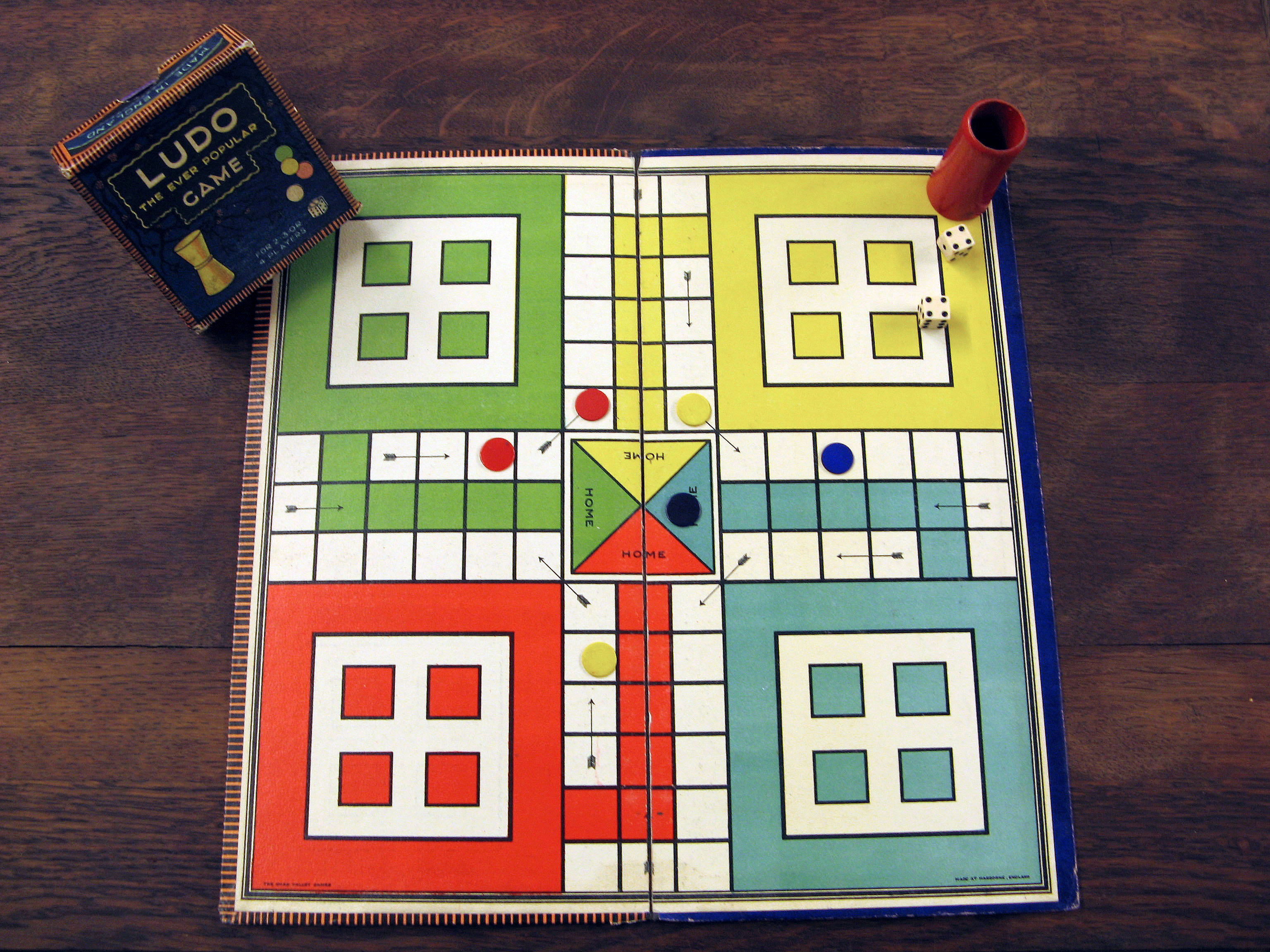
Ludo, aufgebautes Brett

### Wurzeln des Spiels
Das Spiel geht zurück auf ein altes indisches Spiel namens Pachisi, das bis heute bekannt ist. Es ist des Weiteren verbreitet auf Sri Lanka (dortiger Name: pahada kolya), in Malaysia (dhola), in Myanmar (pasit, chwe-pyit-thi oder ansah-pyit-thi), im Iran (pachis) sowie in arabischen Ländern (parchis). Durch die Mauren ist es schließlich via Spanien nach Europa gelangt. An orientalischen Höfen wurde es bisweilen mit Bediensteten als Figuren auf entsprechend großen Spielfeldern gespielt.

### Anfänge im frühen 20. Jahrhundert
In seiner heutigen Form wurde es 1908 von Josef Friedrich Schmidt – einem gebürtigen Amberger und Gründer von Schmidt Spiele – in Anlehnung an das englische Spiel Ludo in einer Werkstatt in der Münchner Au erfunden. Das 1910 erstmals erschienene und ab 1914 in Serie produzierte Spiel gilt als populärstes Gesellschaftsspiel Deutschlands. Im Gegensatz zum Vorbild Ludo ließ Schmidt in den Regeln alle taktischen und strategischen Variationen beiseite. Auch die Symbolik des Ursprungsspiels Pachisi oder des Mitte des 19. Jahrhunderts entstandenen Eile mit Weile fiel gänzlich weg.
Die Regeln des Klassikers haben sich seit 1914 im Wesentlichen nicht verändert, obwohl es mittlerweile unterschiedliche Spielvarianten gibt (z. B. Nichts als Ärger oder auch Teufelsrad). Während das Spiel in den ersten Jahren nicht sonderlich erfolgreich war, schaffte es den Durchbruch im Ersten Weltkrieg. So schickte J. F. Schmidt 3000 Spiele an Lazarette, damit sich die Soldaten die Langeweile vertreiben konnten. Dank dieser Taktik und der darauffolgenden Mundpropaganda gelang es, bis 1920 eine Million Spiele zum Preis von je 35 Pfennigen zu verkaufen.

### Entwicklungen und Kopien nach dem Zweiten Weltkrieg
Nach dem Zweiten Weltkrieg hielt sich das Spiel in der Bundesrepublik Deutschland weitgehend unverändert, parallel dazu führte Schmidt Spiele 1953 auch eine offizielle Mensch ärgere dich nicht-Version als DDR-Lizenzausgabe im Osten Deutschlands ein. Bereits kurz darauf erschienen jedoch erste nahezu identische Plagiate unter Titeln wie Wir werfen raus! und Mensch wir werfen raus!. Zudem wurde das Spiel mit einer Variante mit einem Abkürzungs-Kreuz in der Feldmitte als Verliere nicht den Kopf! und darauf aufbauend mit einem quadratischen Feld unter dem Titel „Raus!“ verkauft. Doch auch in anderen Ländern erschienen Plagiate des Spiels, so etwa Das Spiel des Wiener Verlages Werner Schneider junior. Zudem erschienen vor allem in den 1980er Jahren zahlreiche Werbespiele, die sich Mensch ärgere dich nicht zum Vorbild nahmen.

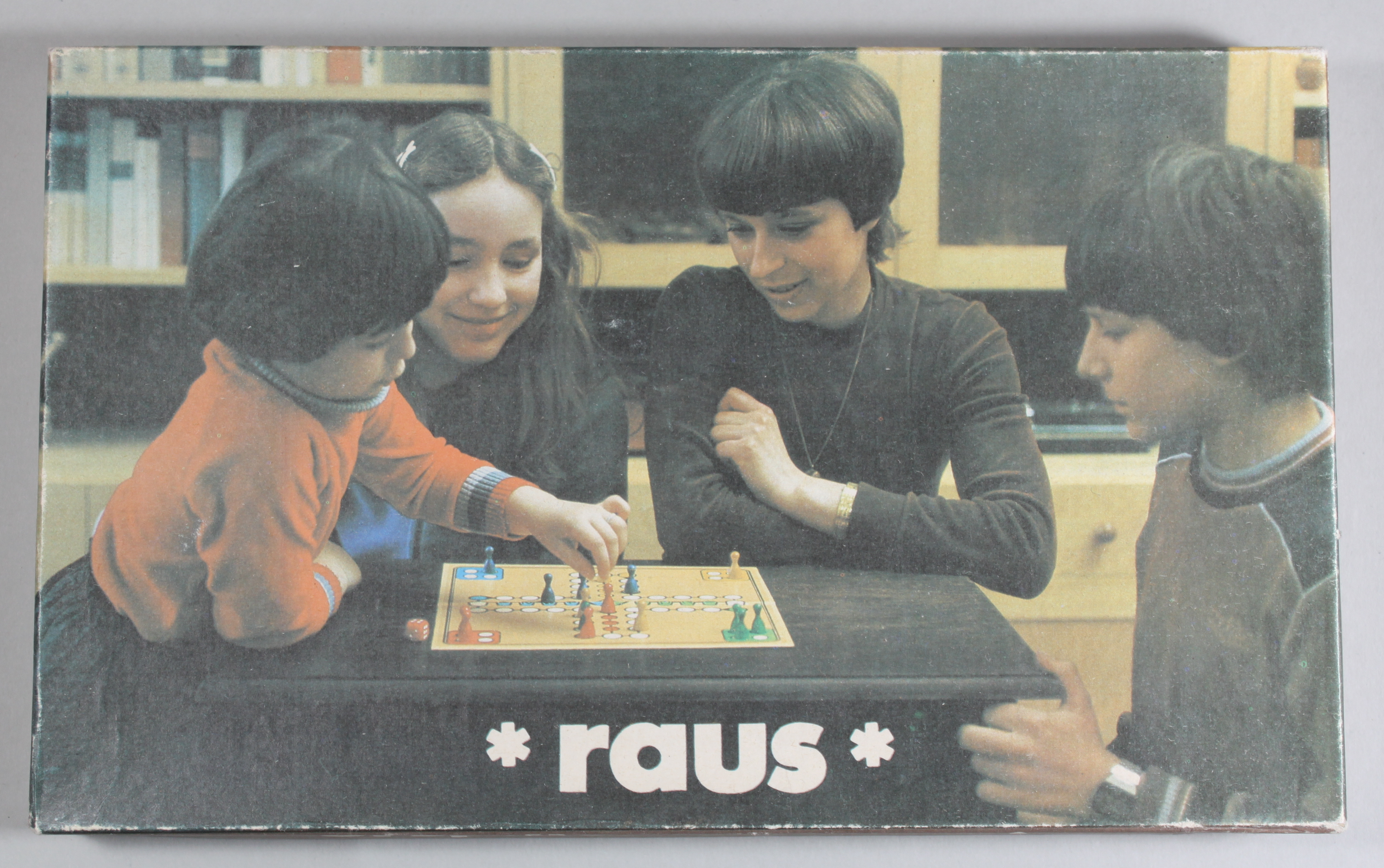
Deckel des Spieles *raus* VEB Plasticart Annaberg-Buchholz

Neben den Plagiaten gab es jedoch international auch Weiterentwicklungen und eigenständige Spiele, die sich von Mensch ärgere dich nicht und anderen Pachisi-Ablegern weiterentwickelten. Zu diesen gehören Spiele wie Hexentanz, das VIP Game, Tock und dessen Ableger Sorry!, Dog und DOG sowie Huckepack.

### Weiterentwicklung im 21. Jahrhundert
Mittlerweile hat sich dieses weit verbreitete Gesellschaftsspiel auch in Turnierform etabliert. Am 11. Februar 2010 gab die Deutsche Post AG zum 100. Jahrestag eine Sondermarke zu 55 Cent heraus. Schmidt Spiele veröffentlichte im Januar 2014 ein Kartenspiel mit dem Titel Mensch ärgere Dich nicht: Das Kartenspiel.
Im Juli 2017 stellte Schmidts Heimatstadt Amberg mit 1692 Menschen an 375 Spielbrettern einen Weltrekord im simultanen Bespielen des Spiels auf.

## Namen
Seinen deutschen Namen verdankt das Spiel der Tatsache, dass unter bestimmten Bedingungen (eine Figur landet auf einem Feld einer gegnerischen Figur) Spielfiguren anderer Mitspieler zum Startfeld zurückgeschickt werden, was für den betroffenen Spieler ärgerlich ist.
In Frankreich nennt man es T’en fais pas (deutsch etwa: „Mach dir nichts draus“); in Kroatien Čovječe, ne ljuti se; in Tschechien Člověče, nezlob se!; in Italien Non t’arrabbiare; in Polen Chińczyk (deutsch wörtlich: „Chinese“) oder Człowieku, nie irytuj się! (wörtliche Übersetzung aus dem Deutschen); und in den Niederlanden Mens, erger je niet.

## Anleitung

### Spielfeld

Abb. 1: Spielfeld für vier Personen

Abb. 2: Spielfeld für sechs Personen

Das Spielbrett ist in der Einzelausgabe doppelseitig bedruckt, sodass Mensch ärgere Dich nicht für maximal sechs Spieler auf der einen und maximal vier Spieler auf der anderen Seite spielbar ist. In Spielesammlungen fehlt oft die Version für sechs Personen.
Spielen drei Personen auf dem Spielfeld für vier, so ist der Spieler in der Mitte stark benachteiligt, da er als einziger sowohl einen Gegner direkt hinter sich, als auch den Startbereich des anderen Gegners, der aufgrund der Regeln besonders oft besetzt wird, direkt vor sich hat. Daher ist es beim Spiel zu dritt sinnvoll, das Feld für sechs Personen zu nehmen und dort jedes zweite Startfeld zu nutzen.
Auf dem Spielbrett für maximal vier Personen sind die vier verschiedenfarbigen Startfelder (in der Regel rote, schwarze, grüne und gelbe) mit jeweils vier Positionen (Anzahl der Spielfiguren pro Spieler) in den Ecken verzeichnet. Das A-Feld („Anfang“ (auch S-Feld („Start“)); siehe Abbildung 2) kennzeichnet die Position, die ein durch einen Sechserwurf neu eingewürfelter Spielstein zu Beginn einnimmt. Der Pfeil gibt die Laufrichtung an. Nach einem Umlauf muss der Spielstein dann in die vier jeweils passenden farbigen Zielfelder ziehen. Das Feld für sechs Personen ist analog gestaltet.

### Spielziel
Das Ziel des Spieles besteht darin, die vier eigenen Spielfiguren von den Startfeldern auf die Zielfelder (oft „Häuschen“ genannt) zu ziehen. Dazu müssen die Figuren das Spielbrett einmal umrunden. Über die Anzahl der zu ziehenden Felder pro Runde entscheidet ein Würfel. 

### Spielanfang
Jeder Spieler erhält zu Beginn vier Steine einer Farbe. Einen Stein setzt er auf das A-Feld seiner Farbe, die anderen drei auf die gleichfarbigen B-Felder. Es wird einmal gewürfelt. Wer die höchste Zahl würfelt, beginnt. Gespielt wird reihum im Uhrzeigersinn.

### Spielregeln

#### Grundregeln
Wer eine Sechs würfelt, muss eine eigene Spielfigur aus der Startposition heraus auf sein Startfeld stellen, wenn dort keine eigene Figur steht; danach darf er erneut würfeln und mit der Figur entsprechend viele Felder vorrücken. Das Startfeld muss so bald wie möglich wieder freigemacht werden. Hat er jedoch keine Figur mehr in der Startposition, so steht es ihm frei, die erwürfelten sechs Felder mit einer Figur seiner Wahl vorzurücken. Auch dann darf er erneut würfeln und einen weiteren Zug machen.
Kommt beim Umlauf eine Spielfigur auf ein Feld, das bereits von einer gegnerischen Spielfigur besetzt ist, wird diese geschlagen und muss zurück auf ihre Startposition – es besteht jedoch kein Schlagzwang, es kann also auch eine andere Figur gesetzt werden, falls eine zur Verfügung steht.
Eigene Figuren können nicht geschlagen werden: Ist das Zielfeld bereits mit einer eigenen Figur besetzt, darf der Zug weder ausgeführt noch neu gewürfelt werden, sondern es ist der nächste Spieler an der Reihe. Das war nicht immer so, die Spielregel zur Ausgabe von 1960 sagt zum Einsetzen einer Figur auf den Anfangskreis „A“ nach dem Würfeln einer 6: „[…] befindet sich dort schon eine Figur seiner Farbe, so muss er mit derselben 6 Kreise weiterziehen, selbst wenn er auch eine eigene Figur dadurch hinausschlägt.“
Hat ein Spieler mehrere Spielfiguren im Umlauf, kann er frei entscheiden, mit welcher er ziehen möchte. Die Zahl die gewürfelt wurde, darf allerdings nicht auf mehrere Figuren aufgeteilt werden.
Wenn man mit seiner letzten Figur vor seinem Haus steht und eine Sechs würfelt, kann man nicht rücken und somit gilt der Zug als beendet.

#### Optionale Regeln
Zu Beginn des Spieles befinden sich alle vier Figuren jedes Spielers in der Startposition und müssen erst mit einer 6 herausgewürfelt werden.
Hat ein Spieler überhaupt keine Figur auf dem Spielfeld, so hat er in jeder Runde drei Versuche, die nötige Sechs zu würfeln, um eine Figur ins Spiel zu bringen.
Wird diese Option verwendet, so kann eine weitere Variante dem Spieler, der dafür nicht alle drei Versuche benötigt, einen weiteren Wurf gestatten.
Ein Überspringen im farbigen Zielfeldbereich ist grundsätzlich nicht erlaubt.
Wer mit einer gewürfelten Zahl eine gegnerische Figur schlagen kann, muss dies tun („Schlagzwang“). Übersieht er das und zieht eine andere eigene Figur, dürfen die Gegner eine Figur des Spielers „pusten“, d. h. zurück in die Startposition stellen. Der „Schlagzwang“ wird nicht angewendet, wenn das Startfeld freigemacht werden muss.
Der „Schlagzwang“ kann erweitert werden, indem die gegnerische Figur geschlagen werden muss, auch wenn man damit an den eigenen Zielfeldern vorbei eine weitere Runde laufen muss.
Eine weitere Variante erlaubt als Ausnahme zu der Regel, dass man seine eigenen Figuren nicht schlagen kann, das Errichten von Barrieren:
Kommt man mit einem Zug auf ein Feld, auf dem bereits eine eigene Figur steht, so bilden diese beiden Figuren nunmehr eine Barriere, welche von keiner Figur übersprungen werden kann,  auch nicht von den eigenen. Die Figuren, die die Barriere bilden, können nicht geschlagen werden. Die Barriere kann so lange aufrechterhalten werden, bis ein Zugzwang entsteht.

## Varianten

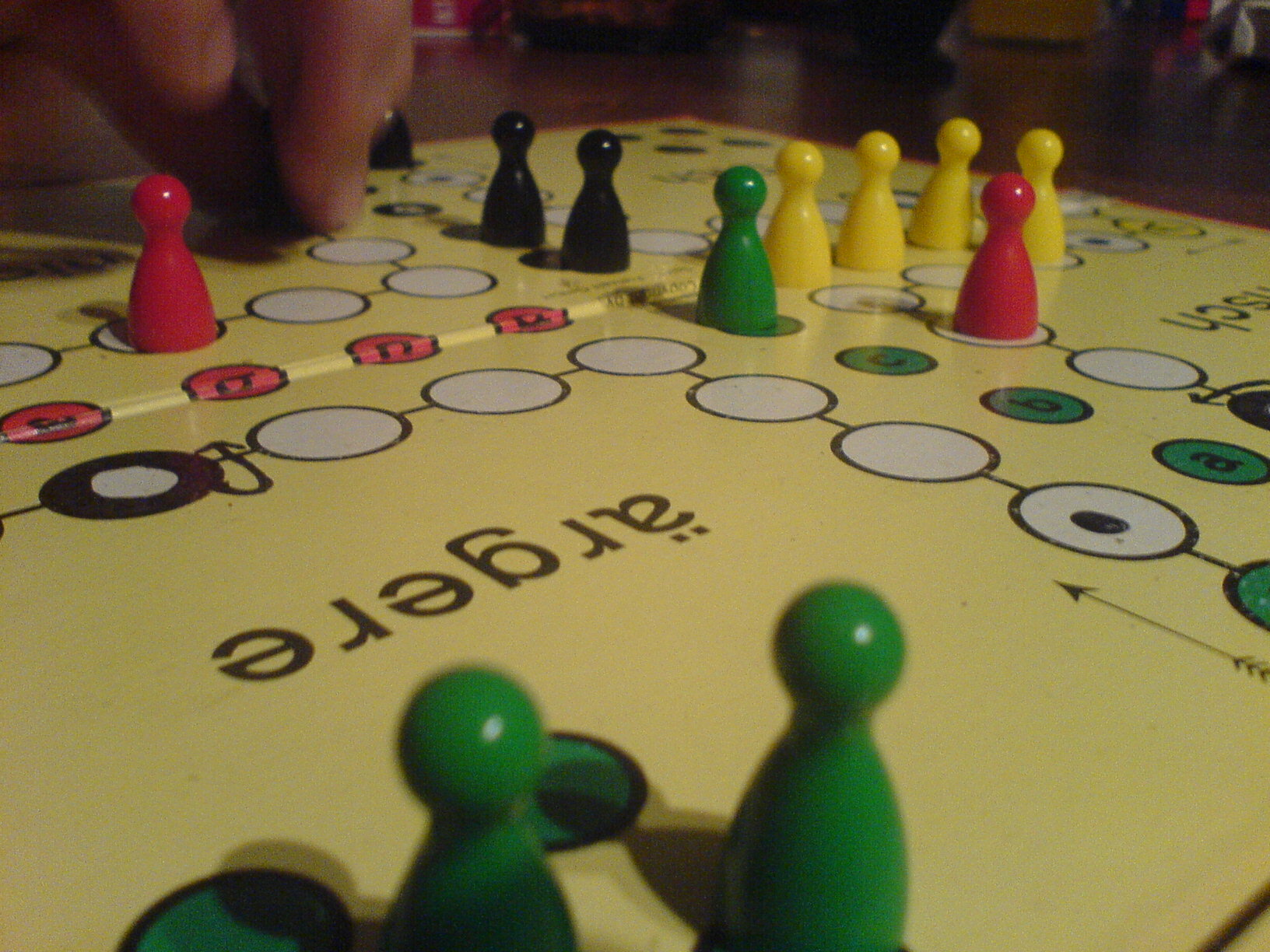
Variante mit selbstgemachtem Sprungfeld

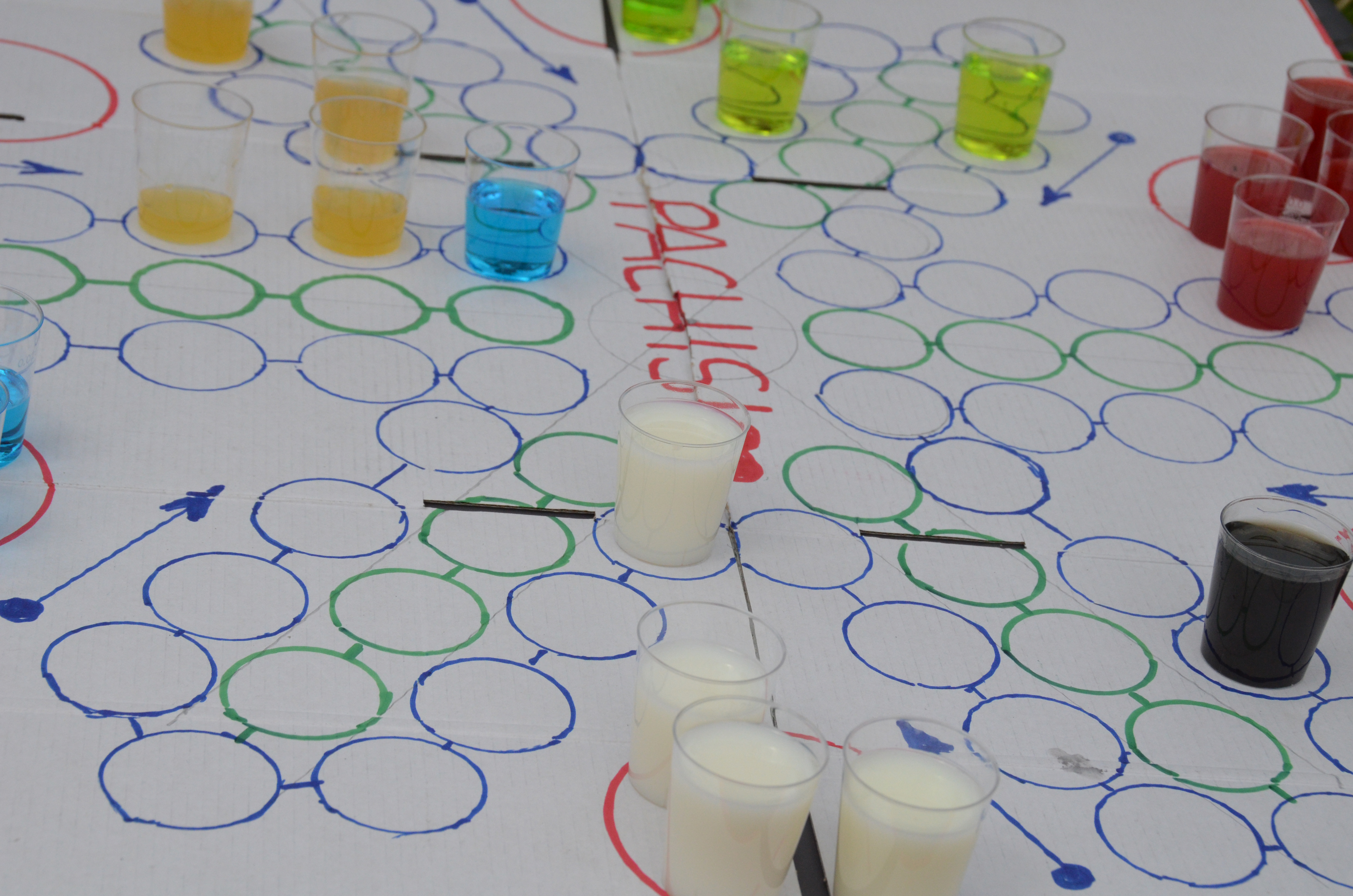
Pachisi als Trinkspiel

Mensch ärgere dich nicht kann wie alle Pachisi-Abkömmlinge in zahlreichen Varianten gespielt werden, die die Züge oder andere Teile des Spiels beeinflussen. Einige der Varianten wurden in Spielregelwerke aufgenommen oder bilden eigene Spiele, andere sind reine Privatregeln.

### Verliere nicht den Kopf
Bei dem auf dem gleichen Mechanismus beruhenden Spiel Verliere nicht den Kopf gibt es zwei Unterschiede zum normalen Mensch ärgere Dich nicht: Trifft man mit einem Spielstein genau auf ein Eckfeld, zum Beispiel, nachdem man vom Startfeld aus eine Vier gewürfelt hatte, darf man mit seiner Spielfigur im nächsten Spielzug eine diagonale Abkürzung nehmen und kann sich so den halben Weg sparen. Jeder Spieler hat somit also zwei Punkte, an denen er den Weg abkürzen kann. Dafür darf man seine Spielfiguren aber nur ins Ziel setzen, wenn man sie mit dem Würfelwurf bis ans Zielende (also die erste Figur auf das letzte Feld des Zieles, die zweite auf das vorletzte Feld usw.) setzen kann, während man beim normalen Spiel auch im Ziel seine Figuren noch mit kleinen Würfelwürfen vorrücken darf. Dadurch kommt es vor, dass man längere Zeit vor dem Ziel verharren muss, was die Gefahr erhöht, wieder rausgeworfen zu werden.

### Zoff der Zünfte

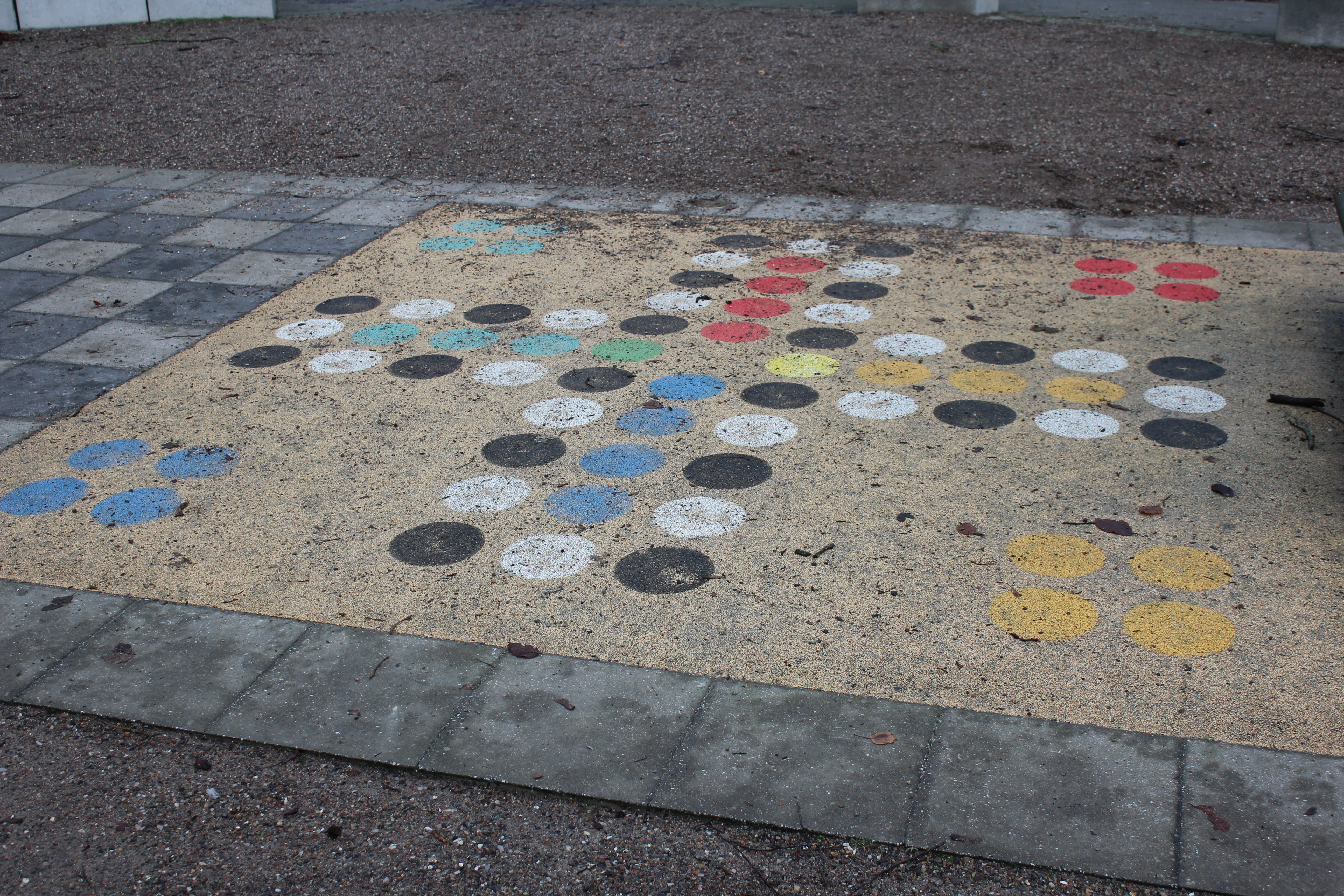
Ein großes Mensch-ärgere-Dich-nicht-Feld beim Twedter Plack in Flensburg-Mürwik

Zoff der Zünfte ist ein Rundlaufspiel des Spiele-Autors Ingo Althöfer, das der Öffentlichkeit im November 2006 auf der Ausstellung Spielewelt in Bielefeld vorgestellt wurde. Beim Zoff der Zünfte gibt es drei Figurentypen: Burschen, Gesellen und Meister. Burschen dürfen nur Burschen schlagen, Gesellen dürfen Burschen und Gesellen schlagen, Meister dürfen alle schlagen.
Zu Beginn hat jeder Spieler vier Burschen. Wer eine Eins oder eine Zwei würfelt, darf statt eines normalen Zuges eine eigene Figur aufwerten (vom Burschen zum Gesellen oder vom Gesellen zum Meister) oder eine fremde Figur abwerten (vom Meister zum Gesellen oder vom Gesellen zum Burschen). Eine geschlagene Figur wird immer zum Burschen herabgestuft. Eingesetzt werden darf nicht nur bei einer Sechs, sondern auch bei einer Fünf, was das Spiel insgesamt schneller macht. Allerdings darf man nach einer Fünf nicht nochmals würfeln. Die Figuren sind zweckentfremdete Köpfe von Plopp-Flaschenverschlüssen. Dabei steht „Gummi unten“ für Bursche, „Gummi oben“ für Geselle und „Figur auf dem Kopf“ für Meister. Das Spiel bezieht einen Teil seines Reizes aus dem haptischen Erlebnis, die Gummiringe hoch- und runter zu drücken.

### Einigkeit macht stark
In der Spielvariante Einigkeit macht stark, die etwa in Spielesammlungen der Schmidt-Spiele beschrieben wird, wird das Spiel in zwei Parteien von je zwei Spielern gespielt. Dabei gelten grundsätzlich die gleichen Regeln wie beim normalen Mensch ärgere dich nicht, einige Regeln werden jedoch angepasst. Die beiden gegenüber sitzenden Spieler spielen zusammen und dürfen sich gegenseitig nicht schlagen. Bei einem Sechser-Wurf besteht in dieser Variante kein Zwang, eine Figur auf das Spielfeld zu bekommen, es kann auch eine andere Figur gezogen werden. Hinzu kommt die Möglichkeit, eine Mauer zu bilden: Kommen zwei gleiche oder verpartnerte Figuren auf das gleiche Feld, können sie eine Mauer bilden, die bis zur Auflösung weder von eigenen noch von gegnerischen Figuren übersprungen und auch nicht geschlagen werden darf. Wird eine Mauer auf dem Einstiegsfeld eines Gegners gebildet, kann diese durch eine Sechs beim Rausziehen einer neuen Figur geschlagen werden („Hausfriedensbruch“). Spieler, die aufgrund von Mauern ihre Würfe nicht mehr ziehen können, setzen aus. Gewonnen hat das Team, das zuerst alle acht Figuren im Zielbereich hat.

### Weitere Varianten
Weitere Varianten sehen auch vor, dass man über weiter oben beschriebene „Abkürzungen“ auch zurückspringen muss, wenn man dadurch eine gegnerische Spielfigur schlagen kann. Auch gibt es Variationen, bei denen man entgegen der Spielrichtung vor das eigene Haus zurückspringen kann, wenn man dadurch bei entsprechend gewürfelter Augenzahl eine gegnerische Spielfigur schlagen kann. Bei einer Sprungvariante können Figuren übersprungen werden, ohne dass dies für den Würfelwurf zählt.
Eine weitere Variante ist der Einsatz von Sperren oder Mauern, der abgewandelt auch bei der Variante Einigkeit macht stark zum Tragen kommt. Hier kann durch zwei Figuren der gleichen Farbe auf einem Feld eine Sperre gebaut werden, die nicht übersprungen oder geschlagen werden kann. Die Pöppel in der Sperre dürfen allerdings auch erst dann wieder bewegt werden, wenn der Spieler keine andere Zugmöglichkeit hat. Die Sperre wird zudem aufgelöst, wenn vor dem eigenen Zug eine gegnerische Spielfigur direkt hinter der Sperre landet („anklopfen“) oder die Sperre geschlagen wird. Bei der Spielvariante Kette bilden direkt hintereinanderstehende Figuren egal welcher Farbe eine Kette. Wenn eine Figur der Kette bewegt wird, werden alle weiteren Figuren ebenfalls um die gleiche Anzahl von Punkten bewegt. Innerhalb der Kette darf nicht geschlagen werden, von hinten kommende und vorher nicht in der Kette befindliche Spielfiguren können jedoch einzelne Figuren der Kette schlagen und ihre Position einnehmen. Die Kette selbst kann schlagen, abhängig von ihrer Länge auch mehrere Figuren. Um eine Figur aus einer Kette zu lösen, muss der Besitzer diese Figur nach einem Würfelwurf rückwärts ziehen, darf dabei jedoch keine andere Figur in der Kette schlagen.
Bei der Variante Buntes Ärgern werden in der Startaufstellung die Pöppel auf die verschiedenen Startfelder aufgeteilt, sodass der Spieler Figuren mit einem verkürzten Weg zum Ziel hat. Geschlagene Figuren kommen in das jeweils zuletzt passierte Startfeld und wenn dieses voll ist in das jeweils folgende. Schneller Pasch wird mit zwei Würfeln gespielt und beide Würfel können gemeinsam für eine Figur oder für zwei Figuren eingesetzt werden. Bei einem Pasch darf der Spieler erneut würfeln und ziehen, beim dritten Pasch in Folge muss die Figur, die am nächsten am Ziel ist, zurück ins Haus.
Bei Wer den Pfennig nicht ehrt wird unter jede Figur zu Beginn des Spiels ein Spielchip oder eine Münze platziert. Wenn die Figur geschlagen wird, kommt der Chip unter die gegnerische Figur. Die Chips sind sicher, wenn sie im Zielfeld sind, und gewonnen hat der Spieler, der am Ende des Spiels die meisten Chips hat.

## Meisterschaften
Von 2007 bis 2019 wurde alljährlich am ersten Sonntag im Mai die Deutsche Meisterschaft im Mensch ärgere Dich nicht im Wieslocher Stadtteil Baiertal ausgetragen. Aufgrund der COVID-19-Pandemie konnte diese von 2020 bis 2022 nicht ausgetragen werden und letztendlich mussten die Wieslocher Organisatoren die Veranstaltung komplett aufgeben. Am 14. Januar 2023 fand jedoch die Neuauflage der Deutschen Meisterschaft – unter alleiniger Schirmherrschaft von Schmidt Spiele – erstmals in Dohna statt.
Daneben fand die Weltmeisterschaft von 2010 bis 2018 – anfangs alljährlich und ab 2012 zweijährlich – am letzten Sonntag im August ebenfalls in Wiesloch statt. Ebenfalls aufgrund der COVID-19-Pandemie konnte diese 2020 nicht ausgetragen werden und letztendlich mussten die Wieslocher Organisatoren auch diese Veranstaltung komplett aufgeben. Am 22. Oktober 2022 fand jedoch die Neuauflage der Weltmeisterschaft – abermals unter alleiniger Schirmherrschaft von Schmidt Spiele – erstmals in Berlin statt.
Ebenso richten etliche Bundesländer Landesmeisterschaften aus. So veranstaltet beispielsweise der Freistaat Sachsen als erstes Bundesland seit 2015 eine eigene Landesmeisterschaft.

### Deutsche Meisterschaft
| Jahr | Ort                | Name                                    |
| ---- | ------------------ | --------------------------------------- |
| 2007 | Wiesloch- Baiertal | Katharina Mathes                        |
| 2008 | Wiesloch- Baiertal | Vanessa Zimmermann                      |
| 2009 | Wiesloch- Baiertal | Furkan Okyay                            |
| 2010 | Wiesloch- Baiertal | Heinz Ußmüller                          |
| 2011 | Wiesloch- Baiertal | Ralf Löhrke                             |
| 2012 | Wiesloch- Baiertal | Hans Koch                               |
| 2013 | Wiesloch- Baiertal | Vanessa Zimmermann                      |
| 2014 | Wiesloch- Baiertal | Inga Fraulob                            |
| 2015 | Wiesloch- Baiertal | Rolf Tunaj                              |
| 2016 | Wiesloch- Baiertal | Sonja Aschenbrenner                     |
| 2017 | Wiesloch- Baiertal | Aferdita Tunaj                          |
| 2018 | Wiesloch- Baiertal | Marion Neumeister                       |
| 2019 | Wiesloch- Baiertal | Klaus Stadelmaier                       |
| 2020 | Wiesloch- Baiertal | Aufgrund der COVID-19-Pandemie abgesagt |
| 2021 | Wiesloch- Baiertal | abgesagt                                |
| 2022 | Wiesloch- Baiertal | abgesagt                                |
| 2023 | Dohna              | Niclas Müller                           |
| 2024 | Dohna              | Peter Rentzsch                          |
| 2025 | Dohna              | Peter Rentzsch                          |
| 2026 | Dohna              |                                         |

| Jahr | Ort                | Teamname                                          |
| ---- | ------------------ | ------------------------------------------------- |
| 2007 | Wiesloch- Baiertal | Freiwillige Feuerwehr Baiertal – Altersmannschaft |
| 2008 | Wiesloch- Baiertal | BDC (Briggehossler-Dance-Company)                 |
| 2009 | Wiesloch- Baiertal | Chiquitas                                         |
| 2010 | Wiesloch- Baiertal | Chiquitas                                         |
| 2011 | Wiesloch- Baiertal | die Doofen                                        |
| 2012 | Wiesloch- Baiertal | EnBW Licht und Kraft Team                         |
| 2013 | Wiesloch- Baiertal | Ballamazonen                                      |
| 2014 | Wiesloch- Baiertal | Kraichgau Elche 1                                 |
| 2015 | Wiesloch- Baiertal | The Force                                         |
| 2016 | Wiesloch- Baiertal | die Saufpreißn                                    |
| 2017 | Wiesloch- Baiertal | Team Rose                                         |
| 2018 | Wiesloch- Baiertal | die Kesselflicker                                 |
| 2019 | Wiesloch- Baiertal | DoPaMaTi                                          |
| 2020 | Wiesloch- Baiertal | abgesagt                                          |
| 2021 | Wiesloch- Baiertal | abgesagt                                          |
| 2022 | Wiesloch- Baiertal | abgesagt                                          |
| 2023 | Dohna              |                                                   |
| 2024 | Dohna              |                                                   |
| 2025 | Dohna              |                                                   |
| 2026 | Dohna              |                                                   |

### Weltmeisterschaft
| Jahr | Ort      | Name               |
| ---- | -------- | ------------------ |
| 2010 | Wiesloch | Christina Schuldes |
| 2011 | Wiesloch | Gabriele Gerlach   |
| 2012 | Wiesloch | Konrad Schuldes    |
| 2014 | Wiesloch | Anne Ritz          |
| 2016 | Wiesloch | Udo Zimmermann     |
| 2018 | Wiesloch | Patrick Selzer     |
| 2020 | Wiesloch | abgesagt           |
| 2022 | Berlin   | Phillipp Rathunde  |
| 2024 | Berlin   | Mandy Kunze        |

| Jahr | Ort      | Name                                  |
| ---- | -------- | ------------------------------------- |
| 2010 | Wiesloch | Laugeweck 2                           |
| 2011 | Wiesloch | Knockout Yard                         |
| 2012 | Wiesloch | Mädn Team Thiendorf                   |
| 2014 | Wiesloch | Gargamel und seine Schlümpfe          |
| 2016 | Wiesloch | Würfelterroristen                     |
| 2018 | Wiesloch | Kraichgau Elche                       |
| 2020 | Wiesloch | abgesagt                              |
| 2022 | Berlin   | Alle Spieler bitte zur Turnierleitung |
| 2024 | Berlin   |                                       |

## Literarische und filmische Erwähnung
- In Heinrich Bölls Roman Ansichten eines Clowns (1963) spielen die Hauptpersonen Hans Schnier und Marie oft Mensch ärgere Dich nicht miteinander.
- Josef Guggenmos schrieb 1971 das Gedicht Gorilla, ärgere dich nicht.
- Im Film Herrliche Zeiten (1950) heißt es über ein gerade beendetes Mensch-ärgere-Dich-nicht-Spiel: „Ein weises Spiel, ein erzieherisches Spiel, bei dem man sehr gut verlieren lernen kann.“[26]
- Der Film Mensch ärgere dich nicht (1972) nimmt inhaltlich auf das Spiel Bezug und zeigt es zudem in einer Szene.
- Der Komödiant und Satiriker Gerhard Polt machte das Spiel zum Gegenstand eines Sketches über Erziehung[27][28] und spielt es in der zweiten Folge der Fernsehserie Fast wia im richtigen Leben (29. November 1979) selbst.
- Eine Adaption des Spieles stellte von 2005 bis 2008 die Sat.1-Show Promi ärgere Dich nicht dar.
- Im Film Vater sein dagegen sehr (1957) spielt Heinz Rühmann unter anderem auch Mensch ärgere Dich nicht.
- Im Film Die Zürcher Verlobung (1957) ist das Spiel in einer Szene zu sehen.

## Kurioses
Das Spiel wird häufig nicht nach den originalen Regeln gespielt. Nach den Regeln soll jeder Spieler zu Beginn eine Figur auf sein A-Feld (Startfeld) stellen. Aus Unwissenheit stellen viele Spieler alle Figuren auf die B-Felder und müssen somit erst eine Sechs würfeln, um eine Figur auf das A-Feld stellen zu können.